# Kardinalsgarnele
Die Kardinalsgarnele (Caridina dennerli), auch Sulawesigarnele genannt, ist eine Zwerggarnele der Gattung Caridina aus der Familie der Süßwassergarnelen aus Asien. Die Firma Dennerle GmbH hat die Namenspatenschaft für das Tier übernommen. Die Firma hatte die Expedition gesponsert, die letztendlich unter anderem zur Entdeckung dieser Garnele führte.

## Erscheinungsbild
Das gemeinsame Merkmal der Garnelen aus Sulawesi sind deutlich reduzierte Epipoden an den hinteren Schreitbeinen.

## Verbreitungsgebiet
Caridina dennerli lebt endemisch im Matanosee auf der Insel Sulawesi (Indonesien), daher auch manchmal der Name „Sulawesigarnele“.
Im Matano-See herrschen Temperaturen von 27 bis 30 °C, ein Leitwert von 200 bis 300uS/cm. Zudem beträgt der GH Wert 7 und der KH Wert 5. Der pH-Wert des Matano-Sees liegt bei deutlich über 8.